# 使徒行者
《使徒行者》是香港電視廣播有限公司拍攝製作的一部時裝警匪懸疑查案電視劇，由苗僑偉、佘詩曼及林峯領銜主演，並由陳敏之、許紹雄、江美儀、沈震軒、梁烈唯及梁靖琪聯合演出，監製文偉鴻。故事講述一位成長於紅燈區的警方臥底丁小嘉（佘詩曼飾）被指派協助尋找幾名下落、身份不明的臥底，並在紛亂的黑幫派系爭鬥、立場分明的警匪對峙中，遊走黑白兩道，進行一場屬於臥底生存遊戲的故事。此劇亦是林峯在無綫電視的告別作，其後林峯轉向電影界及音樂界發展，他其後於2019年3月以自由身重返無綫電視，並拍攝《使徒行者3》。
此劇是《使徒行者系列》第一輯，亦是2014無綫節目巡禮劇集之一、第18屆香港國際影視展中無綫電視所推介的19部劇集之一，2014上海電視節中無綫電視所推介的14部劇集之一，亦是2014年「TVB Amazing Summer」推介劇集之一。
此劇《使徒行者》分別於星和無綫電視大獎2014、TVB 馬來西亞星光薈萃頒獎典禮2014、萬千星輝頒獎典禮2014裡獲得「最佳劇集獎」並在YAHOO!搜尋人氣大獎2014獲得「人氣電視劇集」。
此劇的女主角佘詩曼憑演丁小嘉（釘姐）一角大獲好評，更創下一個女演員以一套劇同時奪得多料視既記錄。她先在《星和無綫電視大獎2014》獲得「我最愛TVB女主角」以及「我最愛TVB電視女角色」，成為新加坡雙料視后。其次，她更在《TVB 馬來西亞星光薈萃頒獎典禮2014》中，大熱封后，奪得「最喜愛TVB女主角」以及「最喜愛TVB電視角色」，成為馬來西亞雙料視后。她更於年底的《萬千星輝頒獎典禮2014》中，獲一致好評，公認為視后頂頭大熱，最終大熱勝出並勇奪「最佳女主角」以及民選視后「最受歡迎電視女角色」兩大個人獎項，亦是繼2006年《鳳凰四重奏》後再次成為香港雙料視后。2015年再憑此劇在第15屆華鼎獎全球演藝名人滿意度調查頒獎典禮中奪得「中國最佳電視劇女演員」，成為華鼎獎視后。加上2014「中國內地最受歡迎TVB劇女藝人」、YAHOO人氣大獎「電視女藝人」及香港新浪微博微博之星2014頒獎典禮「微博給力電視劇女角色」（微博視后）及「微博給力螢幕情侶（佘詩曼、林峯）」這獎項，佘詩曼成為本年度的「11料視后」。
此劇的男主角林峯因劇集播出時已離巢無綫電視，所以已無可能獲得無綫電視任何獎項，成為不少劇迷的遺憾，但在第15屆華鼎獎全球演藝名人滿意度調查頒獎典禮中，林峯憑藉該劇獲頒「中國最佳電視劇男演員」，這是他第二度奪得華鼎獎視帝。
此劇的男女配角許紹雄與陳敏之分別憑此劇獲得《TVB 馬來西亞星光薈萃頒獎典禮2014》的「TVB最喜愛男配角」及「TVB最喜愛女配角」，許紹雄更獲得《萬千星輝頒獎典禮2014》「最受歡迎電視男角色」。
此劇的片尾曲《越難越愛》獲得超過十個獎項，除了分別於《TVB 馬來西亞星光薈萃頒獎典禮2014》及《萬千星輝頒獎典禮2014》獲得「最受歡迎劇集歌曲」外，還於各大頒獎典禮獲得金曲獎，其中包括《新城勁爆頒獎禮2014》「新城勁爆歌曲」、《第三十七屆十大中文金曲頒獎音樂會》「十大中文金曲」、《2014年度勁歌金曲頒獎典禮》「勁歌金曲獎」及「勁歌金曲金獎」、《2014年度TVB8金曲榜頒獎典禮》「TVB8金曲榜獎」及「TVB8金曲榜金曲金獎」，以及Yahoo人氣大獎2014、第14屆全球華語歌曲排行榜頒獎典禮和音樂先鋒榜2014的歌曲獎，成績驕人。
此劇在第10屆韓國首爾國際電視節海外電視劇2015，184部影片入圍，中國10部，有2套入選港劇，而《使徒行者》及《以和為貴》被入選為今屆首爾國際電視節獎。
因應由張家輝、古天樂、吳鎮宇、佘詩曼及許紹雄領銜主演的同名電影在2016年8月11日在港上映，所以由2016年7月11日至8月5日在翡翠台星期一至日午夜時段重播，其中7月11日至31日每晚播放一集，8月1日至5日每晚播放兩集結局篇。

## 時代背景
本劇的時代背景設定於2014-2015年，而結局的故事時間則是三年後的2018年。

## 演員表

### 香港警務處

#### 刑事情報科（CIB）
| 演員           | 角色   | 暱稱／關係 |
| 劉 江          | 郭學華 | 郭Sir 總警司，實為黑警 卓凱，康道行之上司兼師父，後與卓凱反目 於第20集指使姜俊新殺害葉兆良 於第21集指使姜俊新殺害梁廣根而嫁禍卓凱 於第24集被卓凱揭發其黑警身份而被捕 於第25集在拘留所與卓凱會面時，以刀片割脈自殺身亡 |
| 歐瑞偉         | 康道行 | 康Sir、阿行 行動支援組總督察 郭學華之下屬兼徒弟 丁小嘉、連浩勤、薛家強、林希微之前上司 謝安儀之前上司兼男友 卓凱之好友 康詠琪之父 於第1集被錢瑞安買兇扔下樓身亡 |
| 鄧健泓         | 葉兆良 | Marco、葉Sir 警司，實為黑警 為人貪圖利益、心胸狹窄、驕傲囂張、喜歡喊打喊殺、精神錯亂 前有組織罪案及三合會調查科總督察 郭學華之下屬 於第17集接替康道行之職位 參見有組織罪案及三合會調查科（O記） |
| 苗僑偉         | 卓 凱  | 卓Sir、卓警司、阿凱 總督察，後與錢瑞安交換條件和合作而被升至警司 郭學華之下屬兼徒弟，後反目 趙美賢之舅父兼上司 丁小嘉、連浩勤、薛家強、謝安儀、林希微之上司 康道行之好友 葉兆良之天敵 莫羨晴之男友，後為其夫 與莫羨昕針鋒相對，於第20集和好並成為好友，後為莫羨昕之姐夫 於第21集遭郭學華嫁禍謀殺梁廣根 於第29集與錢瑞安合作 於第31集揭露實為臥底，最後在錄影廠槍傷錢瑞安，並為了薛家強的前途而頂罪，因而被革職和判監，於三年後刑滿出獄 |
| 佘詩曼         | 丁小嘉 | 釘姐、阿釘 臥底／沐足店老闆／社團成員／議員助選／坐館 康道行之前下屬 卓凱之下屬 薛家強之工作伙伴兼歡喜冤家，後互生情愫並成為其女友 曾誤認覃歡喜為其親生父親，後成為覃歡喜之乾女兒 連浩勤、謝安儀、林希微之工作伙伴 張木榮之好友，並被其暗戀 安琳之情敵 於第10集用強心針解救因吸毒命危的薛家強 於第19集和薛家強一吻定情後成為其女友 於第25集因薛家強間接害死其養母和覃歡喜決絕和他分手 於第27集派張木榮接近龐言廷身邊套取情報 於第30集被錢瑞安綁架，後救回 於第31集因深愛薛家強決定和他復合 于2019年被委派到纽西兰调查Eternity后失联 參見洪英及好腳頭沐足店                                                |
| 林 峯          | 薛家強 | 爆Seed 臥底／運冰工人／社團成員 康道行之前下屬 卓凱之下屬 丁小嘉之工作伙伴兼歡喜冤家，後互生情愫並成為其男友 連浩勤、謝安儀、林希微之工作伙伴 張木榮之好友 於第10集為了拯救丁小嘉而冒險吸毒命危，後被丁小嘉救回 於第19集和丁小嘉一吻定情後成為其男友 於第25集被林希微所迫而槍殺覃歡喜 於第29集遭卓凱嫁禍謀殺林希微和龐言廷，因其與樂仔的合照上的時間證實案發時不在場而無罪釋放 為於第31集開設好意頭沐足店，並與丁小嘉復合 參見洪英 |
| 沈震軒         | 連浩勤 | Kobe 臥底／投資顧問 康道行之前下屬 卓凱之下屬 丁小嘉、薛家強、謝安儀、林希微之工作伙伴 莫羨昕之前男友，後復合 葉兆良之情敵 於兩年前因虧空公款而被判監兩年，實為康道行想他調查覃歡喜的任務 於第3集出獄 於第16集打算自殺，後被卓凱救回 於第20集與葉兆良一同墮樓重傷，後康復 於第28集被診斷出腦部有惡性腫瘤 於第31集接受安樂死後身亡 參見洪英 |
| 鄭世豪（青年） | 覃歡喜 | 歡喜哥 臥底（但並非隸屬康道行，於第二輯交代隸屬程天明）／坐館／投資公司、日本料理店老闆／前督察 姚姍姍之夫 覃朗星之父 薛家強、丁小嘉、連浩勤之上司 丁小嘉生母之舊情人，曾誤認丁小嘉為其親生女兒，後成為丁小嘉之乾爹 于2010年枪杀魏德信，并跑路去泰国（參見使徒行者2），並結識崇金，於兩年前反目並故意被捕入獄，本入獄五年，於第3集上訴得直而獲釋 於第24集識穿丁小嘉假扮其女兒和她與薛家強的臥底身份，但卻視丁小嘉為親生女兒，並與她建立一段父女間的親情 於第25集間接被薛家強槍殺，後被周文鼎救回並離開香港以避開宋先生集團耳目（參見使徒行者3） 於大結局彩蛋片段中揭示其臥底身分資料，但自己刪除 參見洪英 |
| 許紹雄         | 覃歡喜 | 歡喜哥 臥底（但並非隸屬康道行，於第二輯交代隸屬程天明）／坐館／投資公司、日本料理店老闆／前督察 姚姍姍之夫 覃朗星之父 薛家強、丁小嘉、連浩勤之上司 丁小嘉生母之舊情人，曾誤認丁小嘉為其親生女兒，後成為丁小嘉之乾爹 于2010年枪杀魏德信，并跑路去泰国（參見使徒行者2），並結識崇金，於兩年前反目並故意被捕入獄，本入獄五年，於第3集上訴得直而獲釋 於第24集識穿丁小嘉假扮其女兒和她與薛家強的臥底身份，但卻視丁小嘉為親生女兒，並與她建立一段父女間的親情 於第25集間接被薛家強槍殺，後被周文鼎救回並離開香港以避開宋先生集團耳目（參見使徒行者3） 於大結局彩蛋片段中揭示其臥底身分資料，但自己刪除 參見洪英 |
| 陳倩揚         | 謝安儀 | Ada 臥底 康道行之前下屬兼女友 卓凱之下屬 丁小嘉、薛家強、連浩勤、˙林希微之工作伙伴 於第19集被葉兆良殺害 參見廉政公署（ICAC） |
| 高海寧         | 林希微 | Amy 原臥底 / 公關公司老闆／宋先生犯罪集團成員 因康道行被殺，未能聯絡繼任人而獨自繼續追查「宋先生」 龐言廷之下屬兼女友 丁小嘉、薛家強、連浩勤、謝安儀之工作伙伴 於第25集指使薛家強殺害覃歡喜，及指使下屬殺害馮慧芳、劉美鶯、蔡笑蓮、猜Fing 於第28集被莫羨昕和丁小嘉發現其已變節 於第29集被錢瑞安買兇殺害 |
| 梁烈唯         | 張木榮 | 線人／社團成員／運冰工人／外圍賭波艇仔／代客泊車負責人 薛家強之好友 丁小嘉之好友，並暗戀其 經常模仿化骨龍（張家輝） 於第27集起協助丁小嘉成為線人 於第28集被龐言廷手下槍傷後失血過多身亡 參見洪英 |
| 梁靖琪         | 趙美賢 | 賢仔 見習督察 卓凱之外甥女兼下屬 莫羨晴之外甥女 莫羨昕之姻侄女 |
| 張俊平         |        | 高級警官 卓凱之直屬上司 認為阿棟已變節，而不相信他已遇害 |
| 馬貫東         | 梁小東 | 探員 卓凱之下屬 |
| 葉 暐          | 朱恩智 | 探員 卓凱之下屬 |
| 劉天龍         | 伍偉光 | 探員 卓凱之下屬 |
| 陳建文         | 龐志傑 | 探員 卓凱之下屬 |
| 尹詩沛         | 楊詠絲 | 探員 卓凱之下屬 |
| 周麗欣         | 何韻瑩 | 探員 卓凱之下屬 |
| 霍健邦         | 邢家滿 | 葉兆良之下屬 參見有組織罪案及三合會調查科（O記） |
| 裘卓能         | 程亦熙 | 葉兆良之下屬 參見有組織罪案及三合會調查科（O記） |
| 何廣沛         | 探員   | 突擊隊／飛虎隊隊員 |
| 李嘉晉         | 探員   | 突擊隊／飛虎隊隊員 |
| 李悅瀚         | 探員   | 突擊隊／飛虎隊隊員 |
| 盧峻峯(盧俊龍) | 探員   | 突擊隊／飛虎隊隊員 |
| 袁鎮業         | 探員   | 突擊隊／飛虎隊隊員 |
| 黃毅進         | 探員   | 突擊隊／飛虎隊隊員 |
| 陳光耀         | 阿 棟  | 卓凱之前臥底 因葉兆良干預其行動導致被黑社會殺害，失蹤多時，後於第1集被卓凱尋回屍首 |

#### 有組織罪案及三合會調查科（OCTB）
| 演員   | 角色   | 暱稱／關係 |
| 鄧健泓 | 葉兆良 | Marco 總督察，第17集接替康道行成為刑事情報科警司，實為黑警 為莫羨昕之男友，後分手 卓凱之天敵 連浩勤之情敵兼死敵 梁廣根之表姪，利用其戶口洗黑錢 於第15集狙殺崇金 於第16集被懷疑是黑警 於第19集殺害謝安儀 於第20集與連浩勤墮樓後被郭學華委派黑警扭頸致死 |
| 霍健邦 | 邢家滿 | 滿爺 探員 葉兆良之下屬 於第17集跟隨葉兆良調至刑事情報科 後協助郭學華對付卓凱 |
| 裘卓能 | 程亦熙 | 探員 葉兆良之下屬 於第17集跟隨葉兆良調至刑事情報科 後協助郭學華對付卓凱 |
| 曾守明 | 李日山 | 警長 葉兆良之下屬 |
| 林健生 | 麥子健 | 探員 葉兆良之下屬 |
| 徐玟晴 | 凌佩佩 | 探員 葉兆良之下屬 |
| 阮 兒  | 馮嘉玲 | 探員 葉兆良之下屬 |
| 關浩揚 |        | 探員 葉兆良之下屬 |

### 廉政公署（ICAC）
| 演員   | 角色   | 暱稱／關係 |
| 蔡康年 | 高展能 | 黑面神 莫羨昕之上司 |
| 陳敏之 | 莫羨昕 | Yan 外號“愛死埋死” 執行處調查主任，後辭職 為人蠻不講理，寧願被葉兆良騙也不願聽連浩勤解釋 莫羨晴之妹 謝安儀之上司兼好友 葉兆良之女友，被其騙後分手 連浩勤之前女友，後復合（因得知其坐牢而流産） 不斷地針對卓凱，於第20集和好並成為好友，後為其姨仔 張永權之前姨仔 趙美賢之姻伯母 於第25集起協助卓凱成為線人 於第27集被郭正擊昏，後被卓凱救回 |
| 陳倩揚 | 謝安儀 | Ada 臥底／調查員 莫羨昕之下屬兼好友 於第19集被葉兆良殺害 參見刑事情報科（CIB） |
| 麥嘉倫 | 羅俊業 | 阿業 調查員 莫羨昕之下屬 |
| 吳曠利 | 周樂晞 | 阿晞 調查員 莫羨昕之下屬 |
| 鄭詠謙 | 文仁松 | 松仔 調查員 莫羨昕之下屬 |
| 梁 茵  | 鍾芷妮 | Connie 調查員 莫羨昕之下屬 |

### 律政司／司法機構
| 演員       | 角色   | 暱稱／關係 |
| 江美儀     | 莫羨晴 | Katie 檢控官／大律師 三年前與張永權結婚而離職，於第16集復職 莫羨昕之姊 張永權之妻，後離婚 卓凱之女友，後為其妻 趙美賢之舅母 郭正之下屬 駱祺之對手 於第29集因認為不能幫薛家強取回公義而辭職 |
| 羅樂林     | 郭 正  | Keith 律政司刑事檢控專員 宋先生犯罪集團四大主腦之一 莫羨晴之上司 於第27集綁架並擊昏莫羨昕，後被薛家強綁架 於第30集被警方拘捕                                                               |
| 鄧英敏     | 呂仕騰 | 政府高官 與徐家寶勾結 最後與徐家寶雙雙被捕 |
| Joe Junior | 法 官  | 區域法院法官 處理郭正遇襲案、許家維虐兒案、伍方指使手下刑事毀壞學校與打傷校長案 |
| 魯振順     | 法 官  | 高等法院法官 處理龐言廷、林希微被殺案 |

### 洪英社
- 於第31集被瓦解。

| 演員           | 角色   | 暱稱／關係 |
| 彭懷安         | 游達富 | 撻沙 坐館，於第6集被覃歡喜拖下馬，於第7集獲覃歡喜邀請回巢與其共同擔任坐館 覃歡喜之天敵 薛家強之前老大 於第1集受钱瑞安指使殺死康道行（于第31集顯示） 於第8集被炸死 |
| 鄭世豪（青年） | 覃歡喜 | 歡喜哥 坐館／投資公司／日本料理「千水亭」老闆／前福和社團坐館／前福和海鮮酒家老闆／前刑事情報科督察／臥底 姚姍姍之夫 覃朗星之父 薛家強、丁小嘉、連浩勤、猜Fing之老大 於第8集成為坐館 於第24集識穿丁小嘉假扮其女兒和臥底身份，但卻視其如己出，並與她建立一段父女間的親情 於第25集間接被薛家強槍殺，但實為假死 參見刑事情報科（CIB） |
| 許紹雄         | 覃歡喜 | 歡喜哥 坐館／投資公司／日本料理「千水亭」老闆／前福和社團坐館／前福和海鮮酒家老闆／前刑事情報科督察／臥底 姚姍姍之夫 覃朗星之父 薛家強、丁小嘉、連浩勤、猜Fing之老大 於第8集成為坐館 於第24集識穿丁小嘉假扮其女兒和臥底身份，但卻視其如己出，並與她建立一段父女間的親情 於第25集間接被薛家強槍殺，但實為假死 參見刑事情報科（CIB） |
| 林 峯          | 薛家強 | 爆Seed 臥底／運冰工人／外圍賭波大艇／成員，後為坐館，於第29集被丁小嘉拖下馬 丁小嘉之歡喜冤家，後互生情愫成為其男友 游達富之前手下，後為覃歡喜之手下 張木榮之老大兼好友，二人曾一度反目，於張木榮死前與其和好 參見刑事情報科（CIB）                                                                                                 |
| 佘詩曼         | 丁小嘉 | 釘姐、阿釘 臥底／沐足店老闆／成員，於第29集拖薛家強下馬，成為坐館 薛家強之歡喜冤家，後互生情愫成為其女友 張木榮之好友兼暗戀對象 覃歡喜之手下，於第22集起假扮其女兒 於第24集被覃歡喜識穿假扮其女兒和臥底身份 視覃歡喜為親生父親，並與他建立一段父女間的親情 參見刑事情報科（CIB）                                                   |
| 孫季卿         | 福 哥  | 前坐館 |
| 招石文         | 奀皮叔 | 叔父 |
| 李海生         | 安祥叔 | 叔父 |
| 李 岡          | 欖 叔  | 叔父 |
| 夏玉麟         |        | 叔父 |
| 梁富雄         |        | 叔父 |
| 劉冠雄         |        | 叔父 |
| 簡新銳         |        | 叔父 |
| 沈震軒         | 連浩勤 | Kobe 臥底／投資顧問 覃歡喜之下屬 參見刑事情報科（CIB） |
| 梁烈唯         | 張木榮 | 木蝨 成員／運冰工人／外圍賭波艇仔／代客泊車負責人 薛家強之好友，曾一度與其反目，死前與其和好 丁小嘉之好友，後開始暗戀其，死前與其表白 於第27集起協助丁小嘉成為線人 於第28集被龐言廷手下槍傷後失血過多身亡 參見刑事情報科（CIB） |
| 張振朗         | 雷彥火 | 阿火 外圍賭波艇仔 游達富之手下 薛家強之競爭對手 |
| 林 偉          | 猜Fing | 猜Fing哥 前福和金牌打手 覃歡喜之手下 於第25集被林希微手下槍殺 |
| 姚浩政         | 阿 狗  | 覃歡喜之手下 後投靠崇金，並背叛覃歡喜 於第16集被覃歡喜派流浪狗咬殺 |
| 羅天池         | 洛威拿 | 毒販 第10集被覃歡喜派人殺害 |
| 何偉業         | 鬼王超 | 毒販 第10集被覃歡喜派人殺害 |
| 張明偉         |        | 洛威拿之手下 |
| 譚坤倫         |        | 洛威拿之手下 |
| 黃耀煌         |        | 鬼王超之手下 |
| 羅浩銘         | 阿 棠  | 覃歡喜之手下 於第11集拆穿丁小嘉的臥底身份 於第12集與連浩勤爭執期間墮樓重傷並被捕 |
| 李啟傑         | 李繼承 | 雞成 外圍賭波大艇 嬋姐之夫 游達富下屬 曾一度為薛家強及阿火之老大（第1集） 于第1集被捕 |
| 司徒暉         | 阿 桂  | 覃歡喜之手下 |
| 李興華         |        | 游達富之手下 綁架覃朗星 |
| 葉家泓         |        | 游達富之手下 綁架覃朗星 |
| 陳志健         | 張 勇  | 游達富之手下 綁架覃朗星 |

### 好腳頭沐足店
| 演員           | 角色   | 暱稱／關係 |
| 佘詩曼         | 丁小嘉 | 釘姐、阿釘 老闆娘 馮慧芳、劉美鶯、蔡笑蓮之養女 丁夢嫻之親女 參見刑事情報科（CIB）及洪英                       |
| 邱美薇         | 丁夢嫻 | Daisy 丁小嘉之母 覃歡喜之舊情人 馮慧芳、劉美鶯、蔡笑蓮之好友 已去世，因賭博糾紛而被黑社會活生生打死，橫屍街頭 |
| 李君妍（青年） | 馮慧芳 | Rose 員工 丁小嘉之養母 劉美鶯、蔡笑蓮、丁夢嫻之好友 對覃歡喜有好感 於第25集被林希微手下槍殺                   |
| 韓馬利         | 馮慧芳 | Rose 員工 丁小嘉之養母 劉美鶯、蔡笑蓮、丁夢嫻之好友 對覃歡喜有好感 於第25集被林希微手下槍殺                   |
| 陳華鑫（青年） | 劉美鶯 | Nancy 員工 丁小嘉之養母 馮慧芳、蔡笑蓮、丁夢嫻之好友 對覃歡喜有好感 於第25集被林希微手下槍殺                  |
| 呂 珊          | 劉美鶯 | Nancy 員工 丁小嘉之養母 馮慧芳、蔡笑蓮、丁夢嫻之好友 對覃歡喜有好感 於第25集被林希微手下槍殺                  |
| 鍾 麗（青年）  | 蔡笑蓮 | Susie 員工 丁小嘉之養母 馮慧芳、劉美鶯、丁夢嫻之好友 對覃歡喜有好感 於第25集被林希微手下槍殺                  |
| 蘇恩磁         | 蔡笑蓮 | Susie 員工 丁小嘉之養母 馮慧芳、劉美鶯、丁夢嫻之好友 對覃歡喜有好感 於第25集被林希微手下槍殺                  |
| 歐陽燕萍       |        | 員工 |

### 泰國毒梟
- 於第15集被瓦解。

| 演員   | 角色  | 暱稱／關係                                                                                           |
| 張國強 | 崇 金 | 安琳、阿鑫、K先生、阿查、阿信之養父 覃歡喜之死敵 于第12集登场 於第15集被葉兆良狙殺滅口               |
| 貝安琪 | 安 琳 | Amrin 崇金之養女，被其利用 對薛家強有好感 丁小嘉之情敵 於第10集登場 於第15集為保護薛家強而被阿鑫槍殺 |
| 章宇昂 | 阿 鑫 | 崇金之養子 於第15集意外槍殺安琳，被薛家強徒手打死                                                    |
| 何俊軒 | K先生 | 崇金之養子 於第15集槍戰中中彈身亡                                                                    |
| 陳家良 | 阿 查 | 崇金之養子 于第15集因爭奪毒品內訌而被阿信槍殺                                                        |
| 范仲   | 阿 信 | 崇金之養子 于第15集因爭奪毒品內訌而被阿鑫槍殺                                                        |
| 楊證樺 |       | 安琳之助手                                                                                           |

### 宋先生犯罪集團
- 於第31集被瓦解。

| 演員                   | 角色     | 暱稱／關係 |
| 鍾景輝                 | 錢瑞安   | 本劇終極大反派 犯罪集團首腦 前保安局局長 爲宋先生真身 於第29集買兇殺害林希微和龐言廷後嫁禍薛家強 於第30集被揭發買兇殺害康道行 於第31集被卓凱槍傷後，被依例判處終身監禁 |
| 姚 兵 （配音：胡家豪） | Ken      | 喪Ken 荷蘭華人黑幫話事人 錢瑞安之夥伴 於第30集被捕 |
| 陳彼得                 | 達 邦    | 金三角大毒梟 錢瑞安之夥伴 擁有金三角最大片的罌粟田 於第30集被捕 |
| 梅喜樂                 | 大 衛    | David 華爾街金融顧問 錢瑞安之夥伴 於第30集被捕 |
| 簡文達                 | 昂 基    | 亞洲軍火商 錢瑞安之夥伴 於第30集被捕 |
| 潘麗施                 | 丹 敏    | 台灣立法委員 錢瑞安之夥伴 於第30集被捕 |
| 黃長興                 | 龐言廷   | James 地產商／四大主腦之一 巨橡集團董事局主席 林希微之上司兼男友 其犯罪錄音被謝安儀轉交康道行，導致其被錢瑞安買兇殺害 於第29集被錢瑞安買兇殺害                         |
| 溫裕紅                 | 蒲楊淑雲 | 蒲太 立法會議員／四大主腦之一 前入境事務處處長 丁小嘉之上司 於第28集被薛家強綁架 於第30集被警方拘捕                                                                    |
| 羅樂林                 | 郭 正    | Keith 律政司刑事檢控專員／四大主腦之一 莫羨晴之上司 於第27集被薛家強綁架 於第30集被警方拘捕 參見律政司／司法機構                                                       |
| 楊瑞麟                 | 徐家寶   | Paul 力信投資銀行總裁／四大主腦之一 莫羨昕之上司 於第27集被薛家強綁架 於第30集被警方拘捕                                                                               |
| 劉 江                  | 郭學華   | 總警司／黑警 於第24集被卓凱揭發其為黑警而後捕 於第25集在拘留所內割脈身亡 參見刑事情報科（CIB）                                                                         |
| 鄧健泓                 | 葉兆良   | Marco 警司／黑警 郭學華之下屬 參見有組織罪案及三合會調查科（OCTB） |
| 曾航生                 | 駱 祺    | Kelvin、L.K. 大律師 許家維、伍方、龐言廷、徐家寶之代表律師 莫羨晴之對手                                                                                                |
| 苗僑偉                 | 卓 凱    | 成員／臥底 參見刑事情報科（CIB） |
| 許紹雄                 | 覃歡喜   | 成員／臥底 參見刑事情報科（CIB）、洪英社 |
| 高海寧                 | 林希微   | 成員／變節臥底 龐言廷之女友 參見刑事情報科（CIB） |
| 施駿喆                 |          | 林希微之下屬 |
| 譚永浩                 |          | 林希微之下屬 |

### 其他演員
| 演員                    | 角色         | 暱稱／關係 |
| 何啟南                  | 張永權       | Richard 貿易公司老闆 莫羨晴之夫，後離婚 患有躁鬱症，經常虐待莫羨晴 莫羨昕之前姐夫 於第12集騙去莫羨晴500萬，後被揭發 於第14集被警方拘捕      |
| 劉彥夆                  | 覃朗星       | 覃歡喜、姚姍姍之子 平時須服薄血丸保命，因爲還是嬰兒的時候被覃歡喜仇家嚇倒而心臟跳動不正常（參見使徒行者2） 於第15集因意外受傷失血過多而身亡 |
| 王志安                  | 俊新         | 重案組探員，實為黑警 於第20集替郭學華殺害墜樓重傷的葉兆良 於第21集替郭學華殺害梁廣根再嫁禍卓凱 於第22集被卓凱挾持 於第24集被捕並指證郭學華  |
| 莫偉文                  | 梁廣根       | 葉兆良之表叔，借出戶口予其洗黑錢 手持市值500萬「棱銳集團」股票 於第21集被姜俊新滅口再嫁禍卓凱                                                 |
| 唐嘉麟                  | 樂 仔        | 前社團成員 薛家強之手下，被其臥底身份拖累，以致頭部中槍，中槍後變成智障流浪漢                                                               |
| 黃煒溏                  | 一 哥        | 覃歡喜之合作夥伴 五年前被崇金懷疑協助覃歡喜私吞毒品，被其槍殺                                                                               |
| 張韋怡                  | 嬋 姐        | 好腳頭沐足店客人 李繼承之妻 |
| 何文進                  | 劉 生        | 好腳頭沐足店客人 |
| 麥少華                  |              | 被非禮的男人 |
| 李子明                  | 陳 發        | 三年前因涉及多宗黑市軍火買賣潛逃 殺害阿棟                                                                                                   |
| 楊依依                  | 婆 婆        | |
| 周煥培                  | 伯 伯        | |
| 邵卓堯                  | 阿 雄        | 茶餐廳老闆 |
| 洪資訊                  | 麥Sir        | 內部調查科警官 |
| 王華盛                  |              | 內部調查科警官 |
| 梁暐昕                  | 康詠琪       | 康道行之女 |
| 陳嘉嘉                  |              | 康道行之姨仔 康詠琪之姨母 |
| 李偉健                  | 紋身漢       | |
| 江富強                  | 賭 客        | |
| 陳勉良                  | 陳 炳        | 囚犯 |
| 陳狄克                  | 古 忠        | 囚犯 |
| 陳富勝                  |              | 囚犯 |
| 黃成想                  |              | 囚犯 |
| 譚俊雄                  |              | 囚犯 |
| 章景恆                  | 阿 義        | |
| 彭凱筠                  | 唐 太        | 股票行師奶 |
| 邱惠玲                  |              | 股票行師奶 |
| 張智軒                  |              | 商業罪案調查科警員 |
| 謝光耀                  | 經 紀        | 連浩勤之朋友，並針對他 |
| 許家傑                  | 經 紀        | 連浩勤之朋友，並針對他 |
| 林秀怡                  | 新聞主持     | |
| 魏惠文                  | 黑市醫生     | |
| 陳子樂                  | 病 人        | |
| 李旻芳                  | 性感女郎     | |
| 郭千瑜                  | 性感女郎     | |
| 陳潁熙                  | 性感女郎     | |
| 阮毅雄                  | 的士司機     | |
| 黃得生                  | 古惑仔       | |
| 施駿喆                  | 古惑仔       | |
| 陳亭嘉                  | 護 士        | |
| 沈愛琳                  | 護 士        | |
| 曾玉娟                  |              | 烹飪班學生 |
| 彭紀諺                  | Peter仔      | 侍應 |
| 黃穎君                  | 婚紗店職員   | |
| 吳沚默                  | BoBo         | 連浩勤之秘書 |
| 黃栢文                  | 馬永平       | 毒品調查科警員 |
| 李 豪                   | 李亞豪       | 警員 |
| 方紹聰                  | 四眼仔       | 於第10集被覃歡喜收買而殺害洛威拿、鬼王超 |
| 黃榮燊                  | 少 年        | |
| 利穎怡                  | 侍 應        | |
| 許思敏                  | 商場客人     | |
| 孫慧蓮                  |              | 張木榮之婆婆 |
| 梁博恩                  | 威           | 張木榮之親戚 |
| 彭凱筠                  | 威之母       | 張木榮之親戚 |
| 馬嘉莉                  |              | 張木榮之親戚 |
| 蔡慧欣                  |              | 張永權之情婦 |
| 高爾珩                  |              | 推紙皮婆婆 |
| 陳俊堅                  | 傢俬店職員   | |
| 趙璧渝                  | 傢俬店職員   | |
| 李 健                   |              | 梁廣根之前房東 |
| 陳芷尤 （配音：黃淑芬） | 李主任       | 覃朗星之班主任 |
| 周梓盈                  | 少 女        | |
| 杜大偉                  | 許家維       | 何少媚之前夫 許漢森之父，被控虐待其子 於第17集被判囚4年並喪失撫養權                                                                         |
| 周寶霖                  | 何少媚       | 許家維之前妻 許漢森之母，虐兒案證人 於第17集重奪撫養權                                                                                      |
| 楊家寶                  |              | 駱祺之助手 |
| 劉嘉琪                  |              | 莫羨晴之助手 |
| 謝可逸                  | 古惑仔       | |
| 謝文欣                  | 陪酒女       | |
| 張雪瑩                  | 陪酒女       | |
| 王舒銳                  | 陪酒女       | |
| 鍾鈺精                  |              | 莫羨昕之朋友 |
| 羅 莽                   | 黃 貴        | 貴叔 新界鄉紳兼村長 |
| 李錦明                  | 大財哥       | 新界鄉紳兼村代表 |
| 鄧以豪                  | 鄧成茂       | 新界地主 |
| 林泳淘                  | 便利店職員   | |
| 黃梓瑋                  | 便利店職員   | |
| 柯 嵐                   | 阿 軒        | 龐言廷之助手 |
| 董敬文                  | 泊車仔       | |
| 吳香倫                  | 高嘉美       | 烹飪學校校長 卓凱、莫羨晴之好友 於第18集被伍方恐嚇                                                                                          |
| 曾健明                  | 伍 方        | 烹飪學校物業業主 於第18集涉嫌恐嚇高嘉美 於第19集被判囚5年                                                                                   |
| 鄭羽宸                  | 馬長勝       | 伍方之手下 被伍方指使破壞烹飪學校 |
| 盧偉文                  |              | 伍方之手下 |
| 容天佑                  |              | 伍方之手下 |
| 曾 敏 （配音：羅杏芝）  | 余 慧        | 伍方之秘書 於第19集為保護伍方在上庭作假口供                                                                                                 |
| 張彥博                  |              | 葉兆良之朋友 |
| 阮浩棕                  |              | 葉兆良之朋友 |
| 焦浩軒                  | 手機維修員   | |
| 何君誠                  | 醫 生        | 為連浩勤及葉兆良急救 |
| 黃耀英                  | 醫 生        | 為連浩勤及葉兆良急救 |
| 甄敏婷                  | 醫 生        | 為馮慧芳、劉美鶯及蔡笑蓮急救 |
| 張彥博                  | 醫 生        | 為丁小嘉急救 |
| 陳佳琳                  | 茶餐廳老闆   | |
| 彭美嫦                  | 茶餐廳老闆娘 | |
| 陳泓達                  | 祥 仔        | 張婆婆之孫 |
| 許碧姬                  | 張婆婆       | 祥仔之嫲嫲 |
| 溫家偉                  | 酒吧客人     | 調戲莫羨昕 |
| 吳業坤                  | 酒吧客人     | 調戲莫羨昕 |
| 謝欣延                  |              | |
| 李日昇                  |              | 記者 |
| 吳雲甫                  | 四腳蛇       | 東竹幫會成員 於第23集派人砍傷覃歡喜，後被爆Seed綁架                                                                                         |
| 沈可欣                  | 母 親        | 發現被通緝的莫羨晴並告知警方 |
| 鄭毅邦                  | 彭立三       | 大Sir 警務處處長 |
| 劉蔚萱                  | 司 儀        | |
| 游五珠                  | Maggie       | 徐家寶之秘書 |
| 姚宏遠                  |              | 徐家寶之下屬 |
| 謝文欣                  |              | 徐家寶之下屬 |
| 蕭凱欣                  |              | 徐家寶之下屬 |
| 張雪瑩                  |              | 徐家寶之下屬 |
| 劉溫馨                  | Jennifer     | 徐家寶之下屬兼舞伴 |
| 白 雲                   | 劉芷君       | Abby 徐家寶之情婦 |
| 黃志榮                  | 酒樓經理     | |
| 邱惠玲                  | 霞 姨        | 酒樓客人 |
| 彭凱筠                  | 梅 姐        | 酒樓客人 |
| 何佩珉                  |              | 蒲楊淑雲之下屬 蒲楊淑雲立法會新界東選舉助理                                                                                                 |
| 王東泰                  | Eric         | 蒲楊淑雲之下屬 蒲楊淑雲立法會新界東選舉助理                                                                                                 |
| 王靖怡                  |              | 蒲楊淑雲之下屬 蒲楊淑雲立法會新界東選舉助理                                                                                                 |
| 阮政峰                  | 鍾 邦        | 蒲楊淑雲之下屬 蒲楊淑雲立法會新界東選舉助理 因於落區時上網瀏覽性感照片被辭退                                                                |
| 王致迪                  | 馮志偉       | 2014年度法學院碩士畢業生 於畢業典禮上揭發郭正惡行 於第26集指控郭正濫用職權，後被捕                                                          |
| 謝文欣                  |              | 法學院畢業生 |
| 董敬文                  |              | 法學院畢業生 |
| 李日昇                  |              | 法學院畢業生 |
| 王德基                  |              | 黑社會 受卓凱指使，於蒲楊淑雲的辦事處淋江漆                                                                                                 |
| 盧偉文                  |              | 黑社會 受卓凱指使，於蒲楊淑雲的辦事處淋江漆                                                                                                 |
| 彭紀諺                  |              | 黑社會 受卓凱指使，於蒲楊淑雲的辦事處淋江漆                                                                                                 |
| 王維德                  | 劉醫生       | 於第28集告知連浩勤患上癌症 |
| 王志康                  | 掃毒組探員   | |
| 余應彤                  | 掃毒組探員   | |
| 阮浩棕                  |              | 薛家強之下屬 |
| 陳靖雲                  |              | 薛家強之下屬 |
| 焦浩軒                  |              | 丁小嘉之手下 |
| 區軒偉                  | 行政長官     | 於第30集在禮賓府向錢瑞安、卓凱授勳 |
| 黃匡翹                  |              | 授勳儀式主持 |
| 謝文欣                  |              | 授勳儀式助手 |
| 利穎怡                  | 記 者        | |
| 鄭嘉豪                  | 保 鑣        | |
| 陳榮峻                  | 保安局局長   | 現任保安局局長，於第30集向卓凱授勳 |

## 收視
以下為本劇於香港無綫電視翡翠台、高清翡翠台之收視紀錄：
| 週次 | 集數   | 日期                   | 平均收視 | 最高收視 |
| 1    | 1－5   | 2014年8月25日－8月29日 | 30點     | 31點     |
| 2    | 6－10  | 2014年9月1日－9月5日   | 37點     | 38點     |
| 3    | 11－15 | 2014年9月8日－9月12日  | 37點     | 39點     |
| 4    | 16－20 | 2014年9月15日－9月19日 | 39點     | 43點     |
| 5    | 21－25 | 2014年9月22日－9月26日 | 39點     | 42點     |
| 6    | 26－31 | 2014年9月29日－10月3日 | 42點     | 45點     |
| 全劇 | 全劇   | 全劇                   | 40點[*]  | 45點     |

^  全劇平均收視为40點，線上點播收視率9.8點，跨平臺收視率36.8點，居全年收視第一位。

## 記事
- 2014年2月18日: 此劇「連浩勤」原定由森美飾演，但以身體不適為由辭演，改由沈震軒接演。礙於早前已完成一部分戲份，戲中部分演員需重拍該戲份。 [14]
- 2014年2月18日: 此劇「葉兆良」原定由沈震軒飾演，改由鄧健泓接演。
- 2014年2月28日: 此劇於14:00在將軍澳電視廣播城一廠灰位舉行試造型記者會。 [15]
- 2014年3月19日: 沈震軒在拍攝踏單車追賊人的戲份時意外跌傷致右手導致骨裂，需要開刀動手術及停工休息。 [16]
- 2014年8月19日：此劇於14:00在將軍澳九龍東皇冠假日酒店一樓宴會廳舉行「使徒現身 型格登場」宣傳活動。[17]
- 2014年8月24日：此劇於13:15在馬鞍山新港城中心L2天幕廣場舉行「智尋百變卧底」宣傳活動。 [18]
- 2014年8月30日：此劇於14:00在將軍澳中心商場地下展覽場舉行「使徒中秋慶團圓」宣傳活動。 [19]
- 2014年9月14日：此劇於14:00在油塘大本型商場中庭位置举行「丘比特审判」宣傳活動。 [20]
- 2014年9月28日：此劇於15:00在紅磡都會道置富都會商場7楼大堂舉行「終極對壘 正面交鋒」宣傳活動。 [21]
- 2014年10月3日：此劇於20:35-22:35播映兩小時大結局，原定於結局前後直播於商場與觀眾一起收看大結局的活動《使徒行者 終極抉擇》因「佔中」引起的交通問題而取消。
- 2014年10月22日：此劇於將軍澳電視廣播城二樓中菜廳舉行慶功宴。

## 創作沿革

### 梁家輝因傷辭演
這部劇集原本的故事、角色設置均為梁家輝量身定做，並吸引到佘詩曼、苗僑偉、林峯等演員加入，可惜最終因拍攝新片時不慎撞斷肋骨而辭演，為了保留梁的不可取代性，幕後團隊決定重新寫另一個故事。

### 森美辭演
連浩勤（Kobe）一角原為森美所飾演，後來以健康問題為由而辭演，由本來飾演葉兆良的沈震軒頂替，因為文偉鴻認為沈震軒的亦正亦邪適合演臥底角色，而本來飾演督察的鄧健泓頂替沈震軒，也因為換角的關係之前森美所拍的部分全部重拍。不過劇中連浩勤屬於悲劇角色，而森美給與觀衆的感覺是嬉皮笑臉和喜感十足，與連浩勤成爲了強烈的對比，所以大部分網民均慶幸連浩勤的飾演者不是森美。

### 人物設置
全城猜估誰是康道行（歐瑞偉飾）派出的第五個臥底時，最多網民估是歡喜哥（許紹雄飾），隨着歡喜哥死去，揭盅臥底是林希微（高海寧飾）後，不少觀眾對歡喜哥這樣早死感到失落，原來故事大結局中，他依然是掀起高潮的其中一個，監製文偉鴻表示希望拍電影版：「故事發展有拓展性，可以用歡喜哥延伸續集。但要看觀眾反應和公司決定」。

## 影響與評價

### 收視率及網絡播放量
隨著劇集的深入《使徒行者》開啟了刷新紀錄之旅，第16集當晚平均收視32點，最高收視33點，更成為了本年度平均收視冠軍劇集（以單集計算）；全劇平均收視為27.6點，線上點播收視率2.8點，跨平臺收視率30.5點，居全年收視第一位。豆瓣評分8.7分，據內地視頻網《優酷》統計，截止至第22集其單集播放量突破5000萬創年度最高，更新至24集時全劇點擊率超7.3億，這一成績已遠超曾經笑傲港劇排行榜的《衝上雲霄II》，更新至28集時全劇點擊率已超過10億而單集播放量超過7000萬，大結局後全劇點擊率更突破17億，為《優酷》播放量歷史最高紀錄的港劇，穩居排行榜首位。也成為大陸視頻網站播放量最高TVB劇碼，總量高達21億，打破無綫之前的劇集紀錄。

### 雙結局
作為近年來最火爆的港劇，也是臥底題材的巔峰之作，TVB將最終的結局安排留給觀眾，監製文偉鴻稱該劇有雙結局——遺憾的結局與圓滿的結局，在最後一個星期讓觀眾參與投票選擇，決定林峯、佘詩曼的結局走向。「完美結局」自然是兩人成功脫險，雙宿雙棲大團圓；而「遺憾結局」雖然有畫面暗示釘姐太陽穴中槍死在爆Seed懷中，但情節亦留下伏線。劇中人則偏向支持「遺憾結局」，認為除了令觀眾留下深刻印象，拍攝續集的可塑性亦大增，文偉鴻也坦言遺憾的劇情發展性會較大。至投票截止，選擇遺憾結局的觀眾有28%票，完美結局的則有72%票，顯示大多數觀眾不忍看到“爆釘”分手，所以「完美結局」為最終播映版本，而此劇於2016年重播時，亦是播映「完美結局」。
「完美結局」的續集可塑性雖然較低，但TVB亦於2017年拍攝及播映《使徒行者2》。

### 演員評價及日後影響
在《使徒行者》當中，最出彩的要算林峯和佘詩曼的演出，兩位經過多年的積累目前都發展成實力派演員，在各自劇集中的表現皆讓人讚歎，此次再度攜手擦火花，顛覆性表演獲盛讚。林峯徹底顛覆了他正統的形象，將打入黑幫內部的臥底詮釋得靈氣十足，那種外表的痞與內心的掙扎形成強烈對比；佘詩曼的角色如‘女版韋小寶’，機靈、聰明，擅用三寸不爛之舌來化解危機。一個扮作送冰工人實質不擇手段地接近週邊賭博集團的隱蔽臥底「爆seed」，一個是拖著三個乾媽開按摩店實質負責收風報料的女臥底釘姐，兩人混跡市井，彼此不知對方身份，但性格都極為圓滑、算計，機智聰明又古惑多變，劇情展開以來，他們時而鬥智鬥勇，時而打情罵俏，時而暗中保護對方，時而又翻臉互相碾壓，發展出一種十分討喜的歡喜冤家模式，臺詞輕鬆幽默，加上兩人鬼馬俏皮的演繹，給劇迷帶來極大驚喜外，二人之間的對手戲也是全劇的最大亮點，不少觀眾評價林峯與佘詩曼這對“黃金情侶”在劇中的默契滿分。作為林峯暫別無綫前的最後一部劇，同時為佘詩曼回歸無綫的第一部劇，兩人在戲中的角色均很有發揮，演技雙雙獲讚賞。
雖然佘詩曼在劇中飾演高海寧的「頭號敵人」，但在現實裏佘詩曼則是高海寧演藝路上的貴人/恩師，讓她得以演活人生，10年後的2024年1月14日師徒兩人憑藉《新聞女王》的精彩演出分別奪得女主角+女配角。

## 重播
此劇于2016年7月11日至8月5日配合電影版即將放映而在翡翠台午夜劇集時段重播，以及2018年在TVB經典台以「我們的...苗僑偉」名義重播。
此劇於2020年8月30日至9月29日配合《使徒行者3》即將放映再次於午夜劇集時段再次重播，但播映之前會先重播《使徒行者2》。該劇故事發生於2010年，而此劇故事發生於2014年，重播宣傳片稱是「按時序重溫，率先播放第二輯」。

## 海外播放
台灣八大電視在2022年購入在台灣地區的播映權，於八大戲劇台播出。

## 獎項
| 年度 | 頒獎典禮                         | 獎項                                 | 入圍者                | 結果 |
| ---- | -------------------------------- | ------------------------------------ | --------------------- | ---- |
| 2014 | 星和無綫電視大獎2014             | 本地傳媒最愛TVB劇集                  | 本地傳媒最愛TVB劇集   | 獲獎 |
| 2014 | 星和無綫電視大獎2014             | 我最愛TVB電視劇集                    | 我最愛TVB電視劇集     | 提名 |
| 2014 | 星和無綫電視大獎2014             | 我最愛TVB男主角                      | 苗僑偉                | 提名 |
| 2014 | 星和無綫電視大獎2014             | 我最愛TVB女主角                      | 佘詩曼                | 獲獎 |
| 2014 | 星和無綫電視大獎2014             | 我最愛TVB男配角                      | 梁烈唯                | 提名 |
| 2014 | 星和無綫電視大獎2014             | 我最愛TVB電視男角色                  | 林峯                  | 提名 |
| 2014 | 星和無綫電視大獎2014             | 我最愛TVB電視女角色                  | 佘詩曼                | 獲獎 |
| 2014 | TVB 馬來西亞星光薈萃頒獎典禮2014 | 最喜爱TVB电视剧集                    | 最喜爱TVB电视剧集     | 獲獎 |
| 2014 | TVB 馬來西亞星光薈萃頒獎典禮2014 | 最喜愛TVB男主角                      | 苗侨伟                | 提名 |
| 2014 | TVB 馬來西亞星光薈萃頒獎典禮2014 | 最喜愛TVB男主角                      | 林峯                  | 提名 |
| 2014 | TVB 馬來西亞星光薈萃頒獎典禮2014 | 最喜爱TVB女主角                      | 佘詩曼                | 獲獎 |
| 2014 | TVB 馬來西亞星光薈萃頒獎典禮2014 | 最喜爱TVB男配角                      | 许绍雄                | 獲獎 |
| 2014 | TVB 馬來西亞星光薈萃頒獎典禮2014 | 最喜爱TVB男配角                      | 梁烈唯                | 提名 |
| 2014 | TVB 馬來西亞星光薈萃頒獎典禮2014 | 最喜爱TVB女配角                      | 陈敏之                | 獲獎 |
| 2014 | TVB 馬來西亞星光薈萃頒獎典禮2014 | 最喜爱TVB女配角                      | 江美仪                | 提名 |
| 2014 | TVB 馬來西亞星光薈萃頒獎典禮2014 | 最喜愛TVB電視角色                    | 苗僑偉                | 獲獎 |
| 2014 | TVB 馬來西亞星光薈萃頒獎典禮2014 | 最喜愛TVB電視角色                    | 佘詩曼                | 獲獎 |
| 2014 | TVB 馬來西亞星光薈萃頒獎典禮2014 | 最喜愛TVB電視角色                    | 林峯                  | 獲獎 |
| 2014 | TVB 馬來西亞星光薈萃頒獎典禮2014 | 最喜愛TVB電視角色                    | 陳敏之                | 獲獎 |
| 2014 | TVB 馬來西亞星光薈萃頒獎典禮2014 | 最喜愛TVB電視角色                    | 許紹雄                | 獲獎 |
| 2014 | TVB 馬來西亞星光薈萃頒獎典禮2014 | 最喜愛TVB電視角色                    | 沈震軒                | 提名 |
| 2014 | TVB 馬來西亞星光薈萃頒獎典禮2014 | 最喜愛TVB電視角色                    | 梁烈唯                | 提名 |
| 2014 | TVB 馬來西亞星光薈萃頒獎典禮2014 | 最喜爱TVB飞跃进步男艺员              | 沈震軒                | 獲獎 |
| 2014 | TVB 馬來西亞星光薈萃頒獎典禮2014 | 最喜爱TVB飞跃进步女艺员              | 高海寧                | 獲獎 |
| 2014 | TVB 馬來西亞星光薈萃頒獎典禮2014 | 最喜爱TVB飞跃进步女艺员              | 陳倩揚                | 提名 |
| 2014 | TVB 馬來西亞星光薈萃頒獎典禮2014 | 最喜爱TVB荧幕情侣                    | 林峯、佘詩曼          | 提名 |
| 2014 | TVB 馬來西亞星光薈萃頒獎典禮2014 | 最喜爱TVB荧幕情侣                    | 沈震軒、陳敏之        | 提名 |
| 2014 | TVB 馬來西亞星光薈萃頒獎典禮2014 | 最喜愛TVB剧集歌曲                    | 《越難越愛》-吳若希   | 獲獎 |
| 2014 | 2014年度YAHOO!搜尋人氣大獎       | 人氣電視劇集                         | 人氣電視劇集          | 獲獎 |
| 2014 | 2014年度YAHOO!搜尋人氣大獎       | 電視女藝人                           | 佘詩曼                | 獲獎 |
| 2014 | 2014年度YAHOO!搜尋人氣大獎       | 搜尋人氣急升電視藝員獎               | 許紹雄                | 獲獎 |
| 2014 | 2014年度YAHOO!搜尋人氣大獎       | 人氣歌曲                             | 《越難越愛》-吳若希   | 獲獎 |
| 2014 | 萬千星輝頒獎典禮2014             | 最佳剧集                             | 最佳剧集              | 獲獎 |
| 2014 | 萬千星輝頒獎典禮2014             | 最佳男主角                           | 苗僑偉                | 提名 |
| 2014 | 萬千星輝頒獎典禮2014             | 最佳男主角                           | 林峯                  | 提名 |
| 2014 | 萬千星輝頒獎典禮2014             | 最佳女主角                           | 佘詩曼                | 獲獎 |
| 2014 | 萬千星輝頒獎典禮2014             | 最佳男配角                           | 许绍雄                | 提名 |
| 2014 | 萬千星輝頒獎典禮2014             | 最佳男配角                           | 梁烈唯                | 提名 |
| 2014 | 萬千星輝頒獎典禮2014             | 最佳女配角                           | 陳敏之                | 提名 |
| 2014 | 萬千星輝頒獎典禮2014             | 最佳女配角                           | 江美仪                | 提名 |
| 2014 | 萬千星輝頒獎典禮2014             | 最佳女配角                           | 高海寧                | 提名 |
| 2014 | 萬千星輝頒獎典禮2014             | 最受歡迎電視男角色                   | 苗侨伟                | 提名 |
| 2014 | 萬千星輝頒獎典禮2014             | 最受歡迎電視男角色                   | 林峯                  | 提名 |
| 2014 | 萬千星輝頒獎典禮2014             | 最受歡迎電視男角色                   | 許紹雄                | 獲獎 |
| 2014 | 萬千星輝頒獎典禮2014             | 最受歡迎電視女角色                   | 佘詩曼                | 獲獎 |
| 2014 | 萬千星輝頒獎典禮2014             | 中國內地最受歡迎TVB劇女藝人          | 佘詩曼                | 獲獎 |
| 2014 | 萬千星輝頒獎典禮2014             | 飛躍進步男藝員                       | 沈震軒                | 提名 |
| 2014 | 萬千星輝頒獎典禮2014             | 飛躍進步女藝員                       | 高海寧                | 提名 |
| 2014 | 萬千星輝頒獎典禮2014             | 最受歡迎劇集歌曲                     | 《行者》-側田、劉浩龍 | 提名 |
| 2014 | 萬千星輝頒獎典禮2014             | 最受歡迎劇集歌曲                     | 《越難越愛》-吳若希   | 獲獎 |
| 2014 | 第十四屆全球華語歌曲排行榜       | 二十大金曲                           | 《越難越愛》-吳若希   | 獲獎 |
| 2014 | 〈音樂先鋒榜〉2014年度頒獎典禮   | 二十大金曲                           | 《越難越愛》-吳若希   | 獲獎 |
| 2014 | 2014勁歌金曲優秀選第二回         | 得獎歌曲                             | 《越難越愛》-吳若希   | 獲獎 |
| 2014 | 新城勁爆頒獎禮2014               | 新城勁爆歌曲                         | 《越難越愛》-吳若希   | 獲獎 |
| 2014 | 第三十七屆十大中文金曲頒獎音樂會 | 十大中文金曲                         | 《越難越愛》-吳若希   | 獲獎 |
| 2014 | 2014年度勁歌金曲頒獎典禮         | 勁歌金曲獎、勁歌金曲金獎             | 《越難越愛》-吳若希   | 獲獎 |
| 2014 | 2014年度TVB8金曲榜頒獎典禮       | TVB8金曲榜金曲獎、TVB8金曲榜金曲金獎 | 《越難越愛》-吳若希   | 獲獎 |
| 2014 | 2014國劇盛典                     | 港台地區人氣演員                     | 佘詩曼                | 提名 |
| 2014 | 2014國劇盛典                     | 港台地區人氣演員                     | 林峯                  | 提名 |
| 2015 | 第15屆華鼎獎                     | 中國最佳電視劇男演員                 | 林峯                  | 獲獎 |
| 2015 | 第15屆華鼎獎                     | 中國最佳電視劇女演員                 | 佘詩曼                | 獲獎 |
| 2015 | 微博之星2014                     | 微博給力電視劇                       | 微博給力電視劇        | 獲獎 |
| 2015 | 微博之星2014                     | 微博給力電視劇女角色                 | 佘詩曼                | 獲獎 |
| 2015 | 微博之星2014                     | 微博給力螢幕情侶                     | 佘詩曼、林峯          | 獲獎 |
| 2015 | 微博之星2014                     | 微博給力劇集歌曲                     | 《越難越愛》-吳若希   | 獲獎 |
| 2015 | 微博之星2014                     | 十大香港話題 第九位                  | 十大香港話題 第九位   | 獲獎 |
| 2015 | 第十屆首爾國際電視節             | 亚洲之星演员獎                       | 苗侨伟                | 提名 |
| 2015 | 第十屆首爾國際電視節             | 亚洲之星演员獎                       | 佘詩曼                | 提名 |
| 2015 | 第十屆首爾國際電視節             | 亚洲之星演员獎                       | 林峯                  | 提名 |

## 外部連結
- 豆瓣电影上《使徒行者》的資料 （简体中文）
- 互联网电影数据库（IMDb）上《使徒行者》的资料（英文）
- 《使徒行者》 - TVBAnywhere 北美官方網站 （页面存档备份，存于）

## 電視節目的變遷

### 香港播放
| 香港無綫電視翡翠台、高清翡翠台 星期一至五 21:30－22:30 時段 | 香港無綫電視翡翠台、高清翡翠台 星期一至五 21:30－22:30 時段 | 香港無綫電視翡翠台、高清翡翠台 星期一至五 21:30－22:30 時段 |
| --- | --- | --- |
| | 使徒行者 （第1－29集） （2014年8月25日－2014年10月2日） | |
| 忠奸人 （2014年7月14日－2014年8月22日） | 使徒行者 （香港首播版第30集，原裝版第30－31集） 星期五 （2014年10月3日）（20:35－22:35） 再戰明天 （第1－9集） 星期一至五 （2014年10月6日－2014年10月16日）（21:30－22:30） | |
| 香港無綫電視翡翠台、高清翡翠台 星期五 20:35－22:35 時段 | | |
| 大藥坊 （第1－19集） 星期一至五 （2014年9月8日－2014年10月2日）（20:30－21:30） 使徒行者 （第1－29集） 星期一至五 （2014年8月25日－2014年10月2日）（21:30－22:30） | 使徒行者 （香港首播版第30集，原裝版第30－31集） （2014年10月3日） | 大藥坊 （第20－28集） 星期一至五 （2014年10月6日－2014年10月16日）（20:30－21:30） 再戰明天 （第1－9集） 星期一至五 （2014年10月6日－2014年10月16日）（21:30－22:30） |

| 香港無綫電視翡翠台 午夜劇集時段 逢星期一至日 23:50－00:55 · 7月24日 00:45－01:45 · 8月1日至5日 23:50－01:55（連續播映兩集） | 香港無綫電視翡翠台 午夜劇集時段 逢星期一至日 23:50－00:55 · 7月24日 00:45－01:45 · 8月1日至5日 23:50－01:55（連續播映兩集） | 香港無綫電視翡翠台 午夜劇集時段 逢星期一至日 23:50－00:55 · 7月24日 00:45－01:45 · 8月1日至5日 23:50－01:55（連續播映兩集） |
| --- | --- | --- |
| | 使徒行者 （2016年7月11日－2016年8月5日）                                                                                    | |
| 人在邊緣[a] （2016年6月1日－2016年7月9日）                                                                                  | 廉政行動2014 （2016年8月22日－2016年8月26日）                                                                               | |

^ a.改為星期一至日播放，不再使用五天播放模式
| 香港 無綫電視翡翠台 星期一至日 23:50／23:55－00:55 | 香港 無綫電視翡翠台 星期一至日 23:50／23:55－00:55 | 香港 無綫電視翡翠台 星期一至日 23:50／23:55－00:55 |
| -------------------------------------------------- | -------------------------------------------------- | -------------------------------------------------- |
|                                                    | 使徒行者 （2020年8月29日－2020年9月28日）          |                                                    |
| 使徒行者2 （2020年7月30日－2020年8月28日）         | 踩過界 （2020年9月29日－2020年10月26日）           |                                                    |

### 香港以外地區播放
| 馬來西亞 Astro On Demand劇集首映 21:30－22:15 時段 | 馬來西亞 Astro On Demand劇集首映 21:30－22:15 時段 | 馬來西亞 Astro On Demand劇集首映 21:30－22:15 時段 |
| -------------------------------------------------- | -------------------------------------------------- | -------------------------------------------------- |
|                                                    | 使徒行者 （2014年8月26日－2014年10月3日）          |                                                    |
| 忠奸人 （2014年7月15日－2014年8月25日）            | 再戰明天 （2014年10月7日－2014年11月3日）          |                                                    |

| 澳洲 TVBJ 20:15－21:15 時段             | 澳洲 TVBJ 20:15－21:15 時段               | 澳洲 TVBJ 20:15－21:15 時段 |
| --------------------------------------- | ----------------------------------------- | --------------------------- |
|                                         | 使徒行者 （2014年8月26日－2014年10月6日） |                             |
| 忠奸人 （2014年7月15日－2014年8月25日） | 再戰明天 （2014年10月7日－2014年11月3日） |                             |

| 美國 翡翠1台 17:20－18:30 時段（西岸時間） | 美國 翡翠1台 17:20－18:30 時段（西岸時間） | 美國 翡翠1台 17:20－18:30 時段（西岸時間） |
| ------------------------------------------ | ------------------------------------------ | ------------------------------------------ |
|                                            | 使徒行者 （2014年8月26日－2014年10月3日）  |                                            |
| 忠奸人 （2014年7月15日－2014年8月25日）    | 再戰明天 （2014年10月7日－2014年11月3日）  |                                            |

| 加拿大 新时代2高清台 9:00－10:00、17:30－18:30、21:30－22:30 時段（西岸時間） 2013年9月6日播出第40－41集 | 加拿大 新时代2高清台 9:00－10:00、17:30－18:30、21:30－22:30 時段（西岸時間） 2013年9月6日播出第40－41集 | 加拿大 新时代2高清台 9:00－10:00、17:30－18:30、21:30－22:30 時段（西岸時間） 2013年9月6日播出第40－41集 |
| --- | --- | --- |
| | 使徒行者 （2014年8月26日－2014年10月3日）                                                                | |
| 忠奸人 （2014年7月15日－2014年8月25日）                                                                  | 再戰明天 （2014年10月7日－2014年11月3日）                                                                | |

| 新时代电视 21:00－22:00 時段            | 新时代电视 21:00－22:00 時段              | 新时代电视 21:00－22:00 時段 |
| --------------------------------------- | ----------------------------------------- | ---------------------------- |
|                                         | 使徒行者 （2014年8月26日－2014年10月3日） |                              |
| 忠奸人 （2014年7月15日－2014年8月25日） | 再戰明天 （2014年10月7日－2014年11月3日） |                              |

| 美國 TVBe 17:00－18:00 時段（西岸時間） | 美國 TVBe 17:00－18:00 時段（西岸時間）   | 美國 TVBe 17:00－18:00 時段（西岸時間） |
| --------------------------------------- | ----------------------------------------- | --------------------------------------- |
|                                         | 使徒行者 （2014年8月26日－2014年10月3日） |                                         |
| 忠奸人 （2014年7月15日－2014年8月25日） | 再戰明天 （2014年10月7日－2014年11月3日） |                                         |

| TVBS歡樂台 星期一至五 20:00－21:00      | TVBS歡樂台 星期一至五 20:00－21:00        | TVBS歡樂台 星期一至五 20:00－21:00 |
| --------------------------------------- | ----------------------------------------- | ---------------------------------- |
|                                         | 使徒行者 （2014年8月26日－2014年10月3日） |                                    |
| 忠奸人 （2014年7月15日－2014年8月25日） | 再戰明天 （2014年10月7日－2014年11月3日） |                                    |

| 臺灣 TVBS歡樂台 週一至週四 19:00－20:00  | 臺灣 TVBS歡樂台 週一至週四 19:00－20:00    | 臺灣 TVBS歡樂台 週一至週四 19:00－20:00 |
| ---------------------------------------- | ------------------------------------------ | --------------------------------------- |
|                                          | 使徒行者 （2014年11月19日－2015年1月12日） |                                         |
| 忠奸人 （2014年9月29日－2014年11月18日） | 單戀雙城 （2015年1月14日－2015年2月19日）  |                                         |

| 星和娱家戏剧台 劇集首映 星期一至五 21:00－22:00 時段 | 星和娱家戏剧台 劇集首映 星期一至五 21:00－22:00 時段 | 星和娱家戏剧台 劇集首映 星期一至五 21:00－22:00 時段 |
| ---------------------------------------------------- | ---------------------------------------------------- | ---------------------------------------------------- |
|                                                      | 使徒行者 （2014年12月30日－2015年2月10日）           |                                                      |
| 忠奸人 （2014年11月18日－2014年12月29日）            | 醋娘子 （2015年2月11日－2015年3月10日）              |                                                      |

| Astro華麗台、Astro華麗台HD 星期一至五 21:30－22:30 時段 | Astro華麗台、Astro華麗台HD 星期一至五 21:30－22:30 時段 | Astro華麗台、Astro華麗台HD 星期一至五 21:30－22:30 時段 |
| ------------------------------------------------------- | ------------------------------------------------------- | ------------------------------------------------------- |
|                                                         | 使徒行者 （2015年8月20日－2015年9月30日）               |                                                         |
| 忠奸人 （2015年7月9日－2015年8月19日）                  | 大藥坊 （2015年10月1日－2015年11月12日）                |                                                         |

| 新传媒U频道 星期一至五 22:00－23:00      | 新传媒U频道 星期一至五 22:00－23:00         | 新传媒U频道 星期一至五 22:00－23:00       |
| ---------------------------------------- | ------------------------------------------- | ----------------------------------------- |
|                                          | 使徒行者 （2016年8月22日－2016年10月3日）   |                                           |
| 皮諾丘 （2016年7月15日－2016年8月19日）  | 異鄉人醫生 （2016年10月4日－2016年11月7日） |                                           |
| (重播) 星期日至一 01:30－02:30           |                                             |                                           |
| 上流俗女(重播) （2017年－2017年6月26日） | 使徒行者 （2017年7月2日－2017年10月3日）    | 龙八 (重播) （2017年10月9日－2017年12月） |

| NTV7 星期一至五 22:30－00:00 時段          | NTV7 星期一至五 22:30－00:00 時段        | NTV7 星期一至五 22:30－00:00 時段 |
| ------------------------------------------ | ---------------------------------------- | --------------------------------- |
|                                            | 使徒行者 （2017年2月27日－2017年5月8日） |                                   |
| 载得有情人 （2017年1月9日－2017年2月22日） | 枭雄 （2017年5月9日－2017年7月12日）     |                                   |

| 靖洋戲劇台 星期一至五 19:00-20:00      | 靖洋戲劇台 星期一至五 19:00-20:00 | 靖洋戲劇台 星期一至五 19:00-20:00 |
| -------------------------------------- | --------------------------------- | --------------------------------- |
|                                        | 使徒行者 (2021年8月25日-)         |                                   |
| 木棘証人 (2021年7月28日-2021年8月24日) | —                                 |                                   |